# Phare de Flatholmen
Pour les articles homonymes, voir Flatholmen (homonymie).
Le phare de Flatholmen (en norvégien : Flatholmen fyr)  est un feu côtier situé dans la commune de Sola, dans le Comté de Rogaland (Norvège). Il est géré par l'administration côtière norvégienne (en norvégien : Kystverket).

## Histoire
Le phare est situé sur un petit îlot plat situé juste à l'ouest du village de Tananger (en). Le phare a été établi en 1862, reconstruit en 1952. Il a été automatisé en 1984. La station comprend deux maisons de gardien de 2 étages et plusieurs autres bâtiments techniques.

## Description
Le phare actuel est une tourelle cylindrique en béton avec un balcon et une  lanterne de 8 mètres de haut. Le phare est blanc et la grande lanterne est rouge. Son feu à occultations  émet, à une hauteur focale de 18 mètres, un éclat de 3 secondes (blanc, rouge et vert selon différents secteurs) toutes les 6 secondes. Sa portée nominale est de 12,5 milles nautiques (environ 23 km).
Identifiant : ARLHS : NOR-083 ; NF-1005 - Amirauté : B3236 - NGA : 2084 .

## Caractéristique dufeu maritime
Fréquence : 6 secondes (WRG)
- Lumière : 3 secondes
- Obscurité : 3 secondes

|                      |
| Le phare (1890-1900) |

### Lien connexe
- Liste des phares de Norvège